# 学校法人渋谷教育学園
学校法人渋谷教育学園（がっこうほうじんしぶやきょういくがくえん）は東京都渋谷区に本部を置く学校法人。理事長兼学園長・田村哲夫（学校法人青葉学園理事長、学校法人田村学園元理事長）。

## 概要
以下の学校・幼稚園を運営する。
- 渋谷教育学園渋谷中学高等学校 - 1924年（大正13年）に「渋谷女子高等学校」として開校し、1996年（平成8年）に改組。
- 渋谷教育学園渋谷幼稚園 - 1949年（昭和24年）開園。
- 渋谷教育学園幕張中学校・高等学校 - 1983年（昭和58年）に高校開校、1986年（昭和61年）、中学設立。
- ブリティッシュ・スクール・イン・東京（ブリティシュスクール・イン・トウキョウ） - 1988年（昭和63年）設立。3〜18才の児童・生徒が通うイギリス式教育課程の学校。
- 早稲田渋谷シンガポール校 - 1990年（平成2年）に渋谷幕張シンガポール校として開校。2002年（平成14年）より学校法人早稲田大学と合弁、系属校となる。
- 渋谷教育学園浦安幼稚園 - 2008年（平成20年）開園。
- 渋谷教育学園浦安こども園 - 2015年（平成27年）開園。
- 渋谷教育学園阪本こども園 - 2021年（令和3年）開園。
- 渋谷教育学園晴海西こども園 - 2024年（令和6年）開園。

## 関連法人
- 学校法人田村学園
- 学校法人青葉学園
- ランドコンピュータ - 渋谷教育学園傘下の日本コンピューター学院の名を冠した株式会社日本コンピューター学院研究所を1971年に設立し、同年現名に改称[2]。
- エス・ケイ・ジー・サービス株式会社